# Sumbawa
La isla de Sumbawa es una isla de Indonesia que pertenece al grupo de las islas menores de la Sonda. Se encuentra entre las islas indonesias de Flores, al este, y Lombok al oeste. Con 15 448 km² y una población de un millón y medio de habitantes, la isla pertenece a la provincia de Nusatenggara Occidental.

## Geografía
La isla de Sumbawa está formada por dos penínsulas: Sumbawa Occidental, que se suele designar como Sumbawa, y Sumbawa Oriental, que se suele designar como Bima. Están unidas por el istmo de Saleh, que apenas llega a los 10 km de ancho en su punto más estrecho. Al norte están la isla de Mojo y la de Sangeang.
Como el resto de las islas que forman las Islas de la Sonda, Sumbawa pertenece al área de la Wallacea, de gran interés científico por su extraordinaria biodiversidad, ubicada entre el Sudeste asiático y Oceanía.

## Historia
El Nagarakertagama, poema épico escrito en 1365 bajo el reino de Hayam Wuruk, soberano del Majapahit de Java, menciona cuatro reinos vasallos en la isla de Sumbawa. Con el tiempo, la isla se repartió en dos sultanatos o reinos principales: Bima en la parte oriental de la isla, y Sumbawa en la parte occidental.
Textos chinos de la misma época atestiguan que Bima fue, al menos desde el siglo XIV, un importante puerto de la ruta marítima que enlazaba el oeste del archipiélago indonesio con las islas Molucas al norte, y la isla de Timor al este. En el siglo XVII, el reino de Bima fue anexionado por el reino musulmán de Gowa, cuya capital se situaba en Makassar, en el sur de las Islas Célebes. El rey de Bima se convirtió entonces al islam.
Del reino de Sumbawa aún subsiste el palacio de los sultanes, Dalam Loka ("palacio del mundo"), en la isla de Pulau Panjang. Fue construido en 1885 por el sultán Jalashuddin. En la ciudad de Bima también se puede visitar el antiguo palacio de los sultanes, restaurado y convertido en museo.
La isla de Sumbawa fue un tiempo vasalla del reino balinés de Gelgel.
En 1605 se produce la primera llegada de los neerlandeses, quienes establecieron un protectorado sobre la isla a principios del siglo XVIII. No llegaron sin embargo a controlar totalmente el territorio hasta ya comenzado el siglo XX.

## Demografía
La isla cuenta con 1 331 520 habitantes según el censo nacional de 2010, que se encuentran repartidos de la siguiente manera, de oeste a este:
- Sumbawa Barat: 114 951
- Sumbawa: 415 789
- Dompu: 218 973
- Bima: 439 228
- Bima capital: 142 579

## Lenguas y cultura
Dentro de las islas de la Sonda, Sumbawa marca el límite oriental de la influencia de la religión y de la cultura de la India.
En Sumbawa predominan dos grupos lingüísticos no inteligibles mutuamente, que corresponden a los antiguos reinos de Bima y Sumbawa. En la parte occidental de la isla se habla Bahasa Sumbawa, un idioma parecido a la lengua sasak en Balinés de la vecina isla de Lombok y Bali, que pertenece a la rama malayo-polinesia occidental de las lenguas austronesias. En la parte oriental se habla Bahasa Bima, que pertenece a la rama malayo-polinesia centro-oriental de las lenguas austronesias.
Estos dos grupos lingüísticos se dividen a su vez en varios dialectos que reflejan profundas diferencias históricas entre las tierras del interior y las zonas costeras (particularmente en el norte de Bima). Mientras que las primeras permanecieron más aisladas históricamente, en las segundas la población autóctona se mezcló con poblaciones procedentes de Sulawesi (Islas Celebe), Kalimantan, Java, Bali y Lombok.

## Administración
La administración indonesia creó en la isla cuatro regencias, o kaputen, que respetan los límites de los antiguos reinos históricos, y un distrito municipal (kota):
- Regencia de Sumbawa Occidental, o Kabupaten Sumbawa Barat, cuya capital es Taliwang;
- Regencia de Sumbawa, o Kabupaten Sumbawa, cuya capital es Sumbawa Besar;
- Regencia de Dompu, o Kaputen Dompu, cuya capital es la ciudad de Dompu;
- Regencia de Bima, o Kaputen Bima, cuya capital es Woha;
- Ciudad de Bima, o Kota Bima, capital de la isla.

## Economía
La isla de Sumbawa es conocida por tener una larga e importante tradición agrícola. Históricamente era renombrada por sus caballos, por la explotación del árbol llamado sappan (Caesalpinia sappan) del que se obtienen tintes rojos, por el sándalo del que se obtienen inciensos, y por su miel.
En la parte oriental de Sumbawa se encuentra una importante mina de cobre y oro, la mina de Batu Hijau, operada mayoritariamente por la empresa norteamericana Newmont Mining Corporation.

## Volcanes

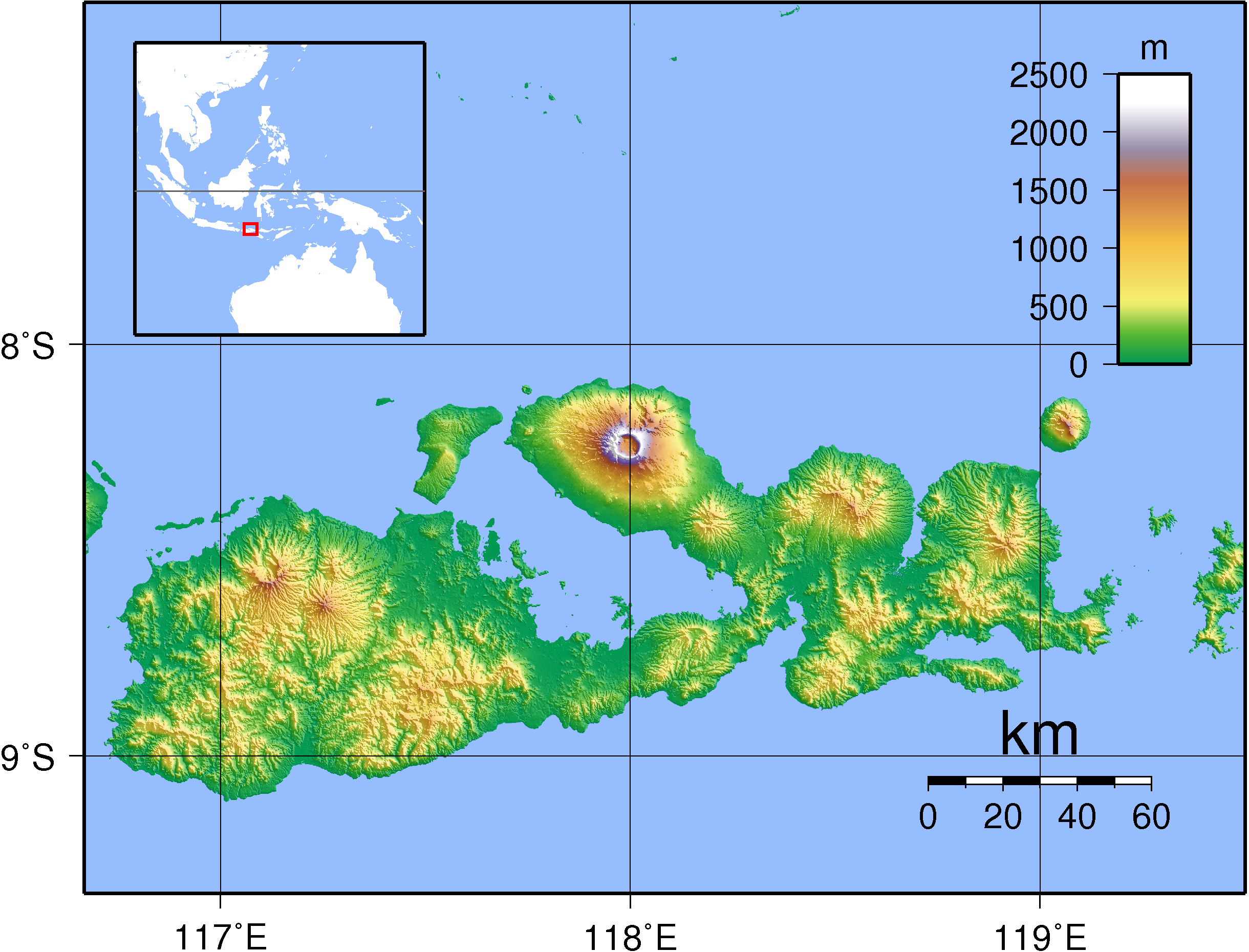
Mapa topográfico de Sumbawa

Al igual que las demás islas vecinas, Sumbawa forma parte del Arco de Sonda y se sitúa en el Cinturón de Fuego del Pacífico. El punto culminante de la isla es el volcán Tambora, de 2857 m de altitud, protagonista de una célebre erupción en 1815. Se trata de la erupción volcánica más importante y destructiva (160 km3 de cenizas fueron arrojados a la atmósfera) de la época moderna, y provocó al año siguiente lo que se conoce en el mundo entero como "el año sin verano". Equivalente a cuatro veces la erupción del volcán Krakatoa, se calcula que en Indonesia 12 000 personas murieron por las consecuencias directas de la explosión y 49 000 murieron a lo largo del año siguiente por las hambrunas.